# Замак Фужине (Љубљана)
Замак Фужине (Љубљана) односно Фужински замак (словен. Grad Fužine) је добио име по словен. fužine, што је на словеначком језику означавало железарску радњу, која је била постављена поред града и реке Љубљанице. По њима се назива и део тог места - Фужине. Изградњу града финансирао је Вид Кхисл и његов син Јанж године 1528 - 1557. Град је изграђен у ренесансном стилу.
Град је у својој књизи Слава војводине Крањске описао и нацртао Јанез Вајкард Валвазор у 17. веку, и већ тада је био град у лошем стању, без насељене властеле.

## Власници града
- родбина Кхисл
- барон Вазенштајн ( }) (од 17. века)
- тржички језуити
- Фиделис Трпинц (од 1825)
- Папирница Вевче
- Архитектурни музеј Љубљана (од 1990)

Поред града 1900. постављена је мала хидроелектрана.
Једно време град је служио као сајамски простор и француска кухиња, а данас се користи само за сајмове (нпр. сајам Индустријског дизајна) и за мале концерте.